# Programa MECESUP
El Programa de Mejoramiento de la Calidad y Equidad de la Educación (Programa MECESUP) forma parte de los esfuerzos del Gobierno de Chile para apoyar la transición de su economía actual a una basada en el conocimiento, incrementando la equidad y la efectividad de su sistema de Educación Terciaria.
Así, los objetivos del Programa MECESUP van dirigidos a proveer las competencias necesarias que permitan mejorar la calidad de la oferta educacional de las instituciones y del sistema, aumentar la competitividad internacional, sostener el desarrollo económico y social, y asegurar que ningún talento se pierda por diferencias en las oportunidades de aprendizaje.
Concretamente, el Programa MECESUP - perteneciente a la División de Educación Superior del Ministerio de Educación de Chile - otorga financiamiento incremental a proyectos y planes de mejoramiento institucionales adjudicados en forma competitiva a través del Fondo de Innovación Académica (FIAC) y por negociación institucional con Convenios de Desempeño (CD). Desde sus inicios en 1999 y hasta abril de 2013, el Programa MECESUP ha sido dirigido por el Dr. Ricardo Reich Albertz, ingeniero químico, exprofesor y exdirector de Investigación de la Universidad de Concepción en Chile. 
Desde su implementación inicial en 1999, ha contado con el sostenido apoyo financiero del Estado chileno y del Banco Mundial (Préstamos 4404-CH, 7317-CH y 8126-CL), asignando 1.032 proyectos FIAC (1999-2014), 4 CD en modalidad piloto (2007-2010), 6 CD en Humanidades, Artes y Ciencias Sociales (2010-2015) y 64 CD en modalidad de áreas de prioridad pública. Los recursos totales destinados al Programa MECESUP durante el periodo 1999-2015 fueron de US$ 645 millones. Estos recursos han sido incrementales a los presupuestos basales asignados a las universidades, representando en promedio un 12% del total de recursos totales para el periodo. Adicionalmente, se destinaron US$ 155 millones adicionales para implementar CD en innovación basada en ciencia y en desarrollo de universidades regionales.

## Historia
En 1998, el Gobierno de Chile convino con el Banco Mundial (Préstamo N° 4404-CH) el diseño e implementación de un ambicioso programa de mejoramiento de la calidad de la educación superior, que se bautizó con la sigla MECESUP. En plena expansión de la matrícula universitaria, el programa ha financiado acciones de mejoramiento académico e infraestructura en las 25 universidades del Consejo de Rectores de Universidades Chilenas (CRUCH), contribuyendo a un aumento significativo de la equidad en el acceso a la calidad de los estudiantes en todo el país.
El Programa MECESUP consideró inicialmente un componente de fortalecimiento de capacidades, el diseño e implementación experimental de un proceso voluntario de acreditación de programas e instituciones y la creación de un Fondo Competitivo que reemplazó al antiguo Fondo de Desarrollo Institucional (de asignación histórica). La inversión comprometida inicial para 5 años fue de US$ 245 millones, con una media presupuestaria anual de US$ 50 millones.
Los gastos elegibles consideraron el desarrollo de personal académico avanzado y capacitación; modernización de bibliotecas y generación de espacios de estudio  para los estudiantes; gestión de información y conocimiento; integración de tecnologías de información y comunicaciones a los procesos de enseñanza-aprendizaje; nuevo equipamiento de laboratorio; modernas salas de clases y uso de multimedia, y becas para los programas de doctorado e investigación.

### Primera Etapa (1999-2005)
En la primera etapa del Programa MECESUP (Préstamo 4404-CH)), el gobierno chileno resolvió invertir en infraestructura académica para mejorar la docencia y el aprendizaje estudiantil y, por lo tanto, su empleabilidad. Algunas dimensiones que se tomaron en cuenta para resolver la adjudicación de recursos fueron el impacto de los servicios prestados a los estudiantes; la coherencia con los planes de desarrollo institucionales; la disponibilidad de recursos humanos para implementar los proyectos adjudicados y la sustentabilidad financiera y operacional, entre otros.
El Fondo Competitivo, después de 6 años continuos de concursos, apoyó la implementación de casi 400 proyectos, con promedios de inversión por iniciativa de US$ 550.000. 70% de los recursos destinados al mejoramiento del pregrado fueron a instituciones regionales. 20% del presupuesto total se invirtió en el potenciamiento y desarrollo de los programas de doctorado nacionales. Un 10% fue asignado a la modernización de centros de formación técnica (vocacional) para mejorar la enseñanza y el aprendizaje en áreas tecnológicas de interés del sector productivo.  
A pesar de los múltiples y evidentes logros, el Fondo Competitivo, como mecanismo único de asignación de recursos para el mejoramiento académico, mostró algunas limitaciones. Una de ellas fue la dificultad para apoyar la gestión del cambio a nivel institucional; tales como la planificación estratégica, el mejoramiento de la gestión, el monitoreo del impacto de metas y resultados, las tasas y tiempos de graduación y la empleabilidad de sus graduados. 

### Segunda Etapa (2006-2011)
Como consecuencia de las lecciones aprendidas durante la implementación del Programa MECESUP, el Gobierno resolvió en el año 2005 comenzar una segunda etapa (MECESUP2), acordando con el Banco Mundial un nuevo  préstamo (N° 7317-CH) y complementar el Fondo Competitivo - ahora denominado Fondo de Innovación Académica (FIAC) - con la implementación piloto de 4 convenios de desempeño en un número limitado de instituciones acreditadas del Estado: las Universidades de Tarapacá (en Arica), de Chile (en Santiago), Bío-Bío (en Concepción) y La Frontera (en Temuco). También se asignaron recursos especiales del Programa Bicentenario de Chile a 5 CD en el área de las humanidades, artes y ciencias sociales. El nivel de financiamiento anual de todas estas actividades se aseguró en US$ 100 millones.

### Tercera Etapa (2012-2016)
Considerando la exitosa evaluación de los CD piloto, el nuevo Gobierno resolvió en 2011 iniciar una fase significativa de escalamiento (MECESUP3), acordando esta vez con el Banco Mundial un tercer préstamo (N° 8126-CL) destinado a prestar asesoría técnica y asegurar una auditoría internacional de calidad a los convenios adjudicados. Junto con las convocatorias de CD en el periodo 2012-2015, se comienza a implementar complementariamente una versión mejorada del Fondo de Innovación Académica, que incorpora acciones de negociación institucional para mejorar las iniciativas. Los recursos adjudicados durante estos dos años ascienden a USD$ 80 millones. De una eligibilidad institucional inicial limitada a universidades del CRUCH y centros de formación técnica acreditados, actualmente el Programa MECESUP tiene elegibilidad abierta a todas las universidades, centros de formación técnica e institutos profesionales de Chile acreditadas institucionalmente por la Comisión Nacional de Acreditación (ley 20.129).

## Mecanismos

### Fondo de Innovación Académica
El Fondo de Innovación Académica (FIAC) es un instrumento de adjudicación competitiva de recursos, que busca incentivar actividades de fomento a la calidad e innovación académica en instituciones elegibles del sistema de Educación Terciaria, con características de coherencia, capacidad de respuesta, equidad y calidad. Su diseño es flexible y permite concretar áreas y líneas de acción prioritarias en cada convocatoria de concurso. Las propuestas institucionales deben ser coherentes con la planificación estratégica institucional y diseñarse por logro de resultados. Su evaluación corresponde a pares externos nacionales o extranjeros que las adjudican bajo criterios de beneficio y viabilidad conocidos previamente, en un marco de elegibilidad y criterios de selección transparente, igualdad de oportunidades y rigurosidad técnica. Los recursos asignados a los mejores proyectos se transfieren a las instituciones beneficiarias para su gestión descentralizada. Los fondos de innovación académica han sido apoyados por el Banco Mundial en varios países y se operacionalizan con proyectos implementados con una gestión por resultados.

### Convenios de Desempeño
El Convenios de Desempeño (CD) es un contrato/convenio entre el Estado y las instituciones de educación superior, por medio del cual éstas comprometen desempeños notables que impliquen un significativo mejoramiento institucional, que por sí sola no habrían podido lograr. Es un instrumento de adjudicación de recursos de nivel avanzado, de alto impacto estratégico, convenido entre el Estado y las instituciones beneficiarias por negociación. Los CD proveen financiamiento sobre la base de resultados e impacto, permitiendo a las instituciones generar iniciativas transformadoras, capaces de enfrentar problemas estructurales de diferente tipo y focalizando sus esfuerzos institucionales en aspectos asociados al mejoramiento de la calidad de su quehacer. Para un sistema de Educación Superior que muestra importantes desafíos, los CD ofrecen oportunidades relevantes para priorizar áreas funcionales o de conocimiento, fortalecer los esfuerzos y recursos de la organización en procura de logros notables, generar ventajas competitivas y un posicionamiento estratégico en aquellas áreas funcionales o de conocimiento que sean objeto de mejora y convertirse en referentes para otras instituciones equivalentes. Los CD consideran un plan de mejoramiento institucional convenido entre las partes que se implementa con una gestión por resultados y un seguimiento basado en indicadores y desempeños.

### Áreas Prioritarias de Inversión
Los Convenios de Desempeño del Programa MECESUP se han caracterizado por circunscribirse en áreas temáticas priorizadas por el Ministerio de Educación; a saber, apoyo a:
- Prioridades institucionales (Piloto)
- Mejoramiento de las humanidades, ciencias sociales y artes (con financiamiento del Programa Bicentenario)
- Modernización de la formación inicial de profesores
- Modernización del currículo de pregrado basado en competencias y resultados de aprendizaje (incluyó el apoyo a los programas de doctorado nacionales)
- Modernización de los centros de formación técnica (vocacional)
- Innovación basada en ciencias
- Mejoramiento de la calidad de universidades regionales.

## Enlaces Adicionales
- División de Educación Superior
- Ministerio de Educación de Chile
- Consejo de Rectores de Universidades Chilenas, CRUCH
- Comisión Nacional de Investigación Científica y Tecnológica, CONICYT
- Comisión Nacional de Acreditación, CNA
- Sistema Nacional de Información de la Educación Superior, SIE

- Datos: Q6087549